# Luigi Ciotti
Luigi Ciotti, né le 10 septembre 1945 à Pieve di Cadore, est un prêtre catholique italien, engagé depuis les années 1960 dans l'aide aux populations en situation de grande précarité, et tout particulièrement les toxicomanes. Il est devenu célèbre en Italie pour la lutte qu’il mène depuis le milieu des années 1990 contre la mafia.

## Biographie

### Jeunesse et origines
Luigi Ciotti naît en 1945 à Pieve di Cadore, dans la province de Belluno, au sein d'une famille ouvrière. Son père travaille comme manœuvre dans le bâtiment. En 1950,  à l’âge de cinq ans, la famille quitte les Dolomites pour le Piémont, d'abord à Alba, puis à Turin, où son père est employé sur le chantier de construction du nouveau bâtiment du Politecnico. La famille s’installe alors dans des baraques destinées aux ouvriers,,.
Un événement marquant de cette période survient en 1953, lorsqu'un ouragan endommage la Mole Antonelliana. Le toit de la baraque familiale est soufflé par le vent, et sa mère serre alors ses enfants contre elle pour les protéger. Cette image de protection dans la précarité le marquera profondément.  

### Vocation
Adolescent, Luigi Ciotti est profondément marqué par sa rencontre avec un sans-abri cultivé — un ancien médecin vivant sur un banc public, toujours un livre à la main. C’est cet homme qui lui révèle pour la première fois la réalité de la toxicomanie chez les jeunes, un phénomène alors peu connu. Avant de mourir, il confie à Luigi une ultime demande : faire quelque chose pour les jeunes en détresse.
Inspiré par les figures des « saints sociaux » de Turin, comme Don Bosco ou le Cottolengo, il ressent un appel au sacerdoce. En 1972, il est ordonné prêtre par le cardinal Michele Pellegrino, qui l’autorise à exercer son ministère « dans la rue », au plus près des populations vulnérables,.
« Pour s’occuper des autres, l’amour est une base fragile. Il faut un sentiment de justice, une empathie pour les histoires humaines, ressentir sur sa peau les blessures des autres, ce qui empêche l’indifférence, le jugement, les préjugés, fruits vénéneux de l’ignorance. » — Don Luigi Ciotti.

### Action sociale et militante
En 1965, à l'âge de vingt ans, Luigi Ciotti fonde avec un groupe d'amis l'association Gruppo Abele, dédiée au soutien des personnes en situation de dépendance et d'exclusion sociale.
L’organisation agit à la frontière entre action sociale et mobilisation citoyenne. À une époque où aider les usagers de drogue relevait parfois de l’infraction, Don Ciotti organise des grèves de la faim, des manifestations et d'autres formes de désobéissance civile pour réclamer une réforme de lois datant de 1923.
En 1987, il cofonde la LILA (Lega Italiana per la Lotta contro l’AIDS), qui soutient les malades du sida. Il prend position pour l’usage du préservatif, conformément aux recommandations de l’OMS, ce qui suscite des tensions avec le Vatican et l’amène à quitter la présidence de l’association.

### Lutte contre la mafia
Au fil de son parcours, Luigi Ciotti intensifie son engagement contre les organisations criminelles, en lien étroit avec les problématiques de toxicomanie et de trafics illicites.
Après les assassinats de Giovanni Falcone et Paolo Borsellino en 1992, il fonde Libera, une association nationale de lutte contre les mafias et la corruption. Il milite pour la réutilisation sociale des biens confisqués aux organisations criminelles. Plusieurs biens saisis sont transformés en coopératives agricoles ou en infrastructures publiques.
En raison de son engagement, notamment dans la lutte contre le pouvoir économique des mafias, Luigi Ciotti fait l'objet de menaces, dont celles de Totò Riina, ancien chef de Cosa Nostra, qui en 2013 exprime en prison le souhait de le faire assassiner, le comparant à Don Pino Puglisi, prêtre tué par la mafia en 1993. Ces menaces, révélées en 2014 par le quotidien italien La Repubblica, conduisent à un renforcement de sa protection. Depuis, il vit en permanence sous escorte policière.

### Engagement international et soutien pastoral
Par l’intermédiaire de Libera, Luigi Ciotti organise divers événements, tels que les États généraux contre la mafia, réunissant magistrats, chercheurs, policiers, journalistes et représentants du secteur associatif. L’association mène également un travail de plaidoyer à l’échelle européenne, visant à promouvoir l’adoption de lois sur la confiscation et la réutilisation sociale des biens appartenant aux organisations mafieuses.
Il déclare régulièrement que « la mafia est une forme d’esclavage moderne » et insiste sur la nature persistante de son influence.
En 2014, il rencontre le pape François pour lui proposer de soutenir la Journée en mémoire des victimes innocentes des mafias, célébrée chaque 21 mars. Par la suite, un groupe de femmes rescapées de la traite, accompagnées par Libera, est reçu au Vatican lors d’une rencontre privée.
En mars 2017, à Locri, Libera organise une journée d’hommage aux victimes des mafias. Luigi Ciotti y appelle publiquement les membres des organisations criminelles à indiquer où se trouvent les corps des victimes disparues, afin de permettre aux familles de faire leur deuil. Il y qualifie la mafia de « peste » privant les individus d’espoir et de dignité. L’événement réunit de nombreuses familles ainsi que le président de la République, Sergio Mattarella.
Il intervient également dans des situations de vulnérabilité sociale, notamment auprès de personnes transgenres ou de membres du clergé traversant des crises personnelles.

### Notoriété
En 2015, la notoriété internationale de Luigi Ciotti est renforcée par la sortie du docufilm Sono cosa nostra, réalisé par Simone Aleandri et présenté en avant-première au cinéma Nitehawk de Brooklyn. Ce documentaire, conçu pour marquer les vingt ans de la loi sur la confiscation des biens mafieux, retrace son parcours et son combat contre le crime organisé, tout en valorisant l'engagement citoyen pour la justice sociale. À travers des témoignages de terrain, il met en lumière les initiatives concrètes de nombreuses organisations italiennes œuvrant pour la légalité. Don Ciotti a assisté à la projection aux côtés de Daniela Marcone, fille de Francesco Marcone (it), fonctionnaire assassiné en 1995.

## Distinctions
- Docteur honoris causa de l'université de Bologne, 1er juillet 1998
- Prix du citoyen européen, 2008[9]
- Docteur honoris causa de l'université de Milan, 4 décembre 2014
- Prix Viareggio, 2017
- Docteur honoris causa de l'université de Parme, 23 novembre 2018
- Docteur honoris causa de l'université de Pise, 24 mai 2019

## Décoration
- Chevalier grand-croix de l'ordre du Mérite de la République italienne, 27 décembre 1996[10]

## Publications
- (it) Luigi Ciotti et G. Vaccaro, Genitori, figli & droga, EGA-Edizioni Gruppo Abele, 1983, 176 p. (ISBN 8876700056)
- (it) Luigi Ciotti, Chi ha paura delle mele marce? : Giovani, droghe, emarginazione, SEI, 1992, 222 p. (ISBN 978-8805022373)
- (it) Luigi Ciotti, Persone, non problemi : L'utopia concreta della strada, Edizioni Gruppo Abele, 1994, 238 p. (ISBN 8876701958)
- (it) Luigi Ciotti, Disagio sociale e nuove povertà, CdG, 1994, 30 p. (ISBN 8883960297)
- (it) Luigi Ciotti, Terra e cielo : Le strade del vangelo, Mondadori, 1997 (ISBN 978-8804443049)
- (it) Luigi Ciotti, Una chiesa dei poveri o una Chiesa povera?, Turin, Edizioni Gruppo Abele, 1999, 20 p. (ISBN 9788876703706)
- (it) Luigi Ciotti et Frei Betto, Dialogo su pedagogia, etica e partecipazione politica, Edizioni Gruppo Abele, 2004, 61 p. (ISBN 8876705368)
- (it) Luigi Ciotti et Nichi Vendola, Dialogo sulla legalità, Manni, 2005, 72 p. (ISBN 888176699X)
- Etica e politica, Turin, Edizioni Gruppo Abele, 2006
- I cristiani e il valore della politica, Turin, Edizioni Gruppo Abele, 2006
- Un'Italia non romanzata, préface à Lauro Venturi, Romanzo reale : storia di crisi finanziarie e di lavoro, di amore e di dolore, di onesti e di disonesti, Rome, ESTE, 2010
- La speranza non è in vendita, Turin-Florence, Gruppo Abele-Giunti, 2011
- Il “Noi” che desidera e realizza il cambiamento, introduction à Dal bene confiscato al bene comune, Roma, Ecra - Edizioni del Credito Cooperativo, 2012
- Beati quelli che hanno fame e sete della giustizia, perché saranno saziati, avec Salvatore Natoli, Turin, Lindau, 2013
- Cambiare noi, avec Antonio Mazzi et Antonio Sciortino, Cinisello Balsamo, San Paolo, 2013
- Préface à Angelo Petrosino, Valentina in Parlamento, Edizioni Piemme, 2014
- (it) Luigi Ciotti, Lettera a un razzista del terzo millennio, Edizioni Gruppo Abele, 2019, 80 p. (ISBN 9788865793428)
- (it) Luigi Ciotti, Droga. Storie che ci riguardano, Edizioni Gruppo Abele, 2023, 112 p. (ISBN 8865793325)
- (it) Luigi Ciotti, L'amore non basta, Giunti, 2023, 328 p. (ISBN 9788809861626)
- (it) Luigi Ciotti, Cento passi verso un'altra Italia, Piemme, 2025, 176 p. (ISBN 979-1223800027)